# Al Khamsa
Al Khamsa – legendarna grupa pięciu klaczy czystej krwi arabskiej, uznawana za początek tej rasy koni. Według jednej z legend miała ona uratować proroka Mahometa. Ich potomstwo uznawane jest za najszlachetniejsze osobniki czystej krwi arabskiej, tzw. "azil".

## Legendy
Najpopularniejsza legenda mówi, że do Al Khamsy należały klacze na których Mahomet zbiegł z Mekki do Medyny w roku 622. Prorok wybrał je z grona innych koni poprzez sprawdzian. Kazał zamknąć konie w zagrodzie w pobliżu strumienia, a potem wypuścić. Wtedy tylko pięć klaczy pomimo pragnienia pobiegły do właściciela zamiast do strumienia. Klacze te były półsiostrami (pochodziły od ogiera Dinar al Ansari), dlatego nazwano je Al Khamsa, czyli "piątka".
Inna legenda mówi, że piątkę stworzyły klacze podarowane Mahometowi, przez nawrócone na islam ludy Jemenu. Prorok miał przyjąć je słowami: "Bądźcie błogosławione, o córki wiatru". Konie te miały być zdziczałymi końmi, które uciekły z południa po zerwaniu tamy w Marib do Nadżdy, gdzie zostały oswojone przez Beduinów.

## Imiona
W różnych źródłach występują różne imiona klaczy (a nawet ich liczba):
- Najstarszy z zachowanych traktatów o pochodzeniu koni - "Ansab al-chajl" ("Genealogie koni"), autorstwa Hiszam ibn al-Kalbi (zm. 765r.) - Lizaz, Lahif, al-Murtadżiz, as-Skb, al-Jasub.
- Filozof arabski (zm. 765 r.) w traktacie "Asma al-chajl" ("Imiona koni") - az-Zarif, Lizaz, as-Sakb, al-Murtadżiz, al-Lahit.
- Kosmograf arabski, Kamal ad-Din ad-Damiri (XIV w.) w dziele "Hajat al-hajawan" ("Życie zwierząt) - as-Sakb, Lizaz, al-Lahif, al-Murtadżiz, Mulawih, ad-Daras, al-Ward.
- Ibn Huzarji al-Andalusi (XIV w.), "Hiljat al-fursan wa sz-szi ar aszi-szudź an" ("Ozdoba rycerstwa i godła dzielnych mężów") - al-Sakb, al-Murtadżiz, Lizaz, at-Tarib, al-Lahif, az-Zard, Mulawih, ad-Daras, al-Ward.
- W okresie przedwojennym (XX w.) w literaturze hipologicznej rozpowszechnione nazwy: Saklavi, Kuhailan, O'Bajan, Hadban, Hamdani. Te nazwy także są dzisiaj powszechnie stosowane jako nazwy typów koni czystej krwi arabskiej (szczególnie Saklavi i Kuhailan)[2].